# California Dreamin' (nesfârșit)
California Dreamin' (nesfârșit) è un film del 2007 diretto da Cristian Nemescu. È stato presentato alla 60ª edizione del Festival di Cannes nella sezione Un Certain Regard aggiudicandosi il premio di miglior film.

## Trama
Il film è ambientato nel 1999, durante la guerra del Kosovo. Un treno che trasporta equipaggiamento militare per conto della NATO, ha ricevuto l'ok verbale dal governo rumeno per attraversare il Paese verso il confine con la Serbia. Il convoglio è posto sotto la protezione dei soldati americani e di alcuni soldati rumeni, ma quando questo giunge a Căpâlniţa, un villaggio nel profondo della Romania, il capostazione, Doiaru, una sorta di mafioso locale triste e disilluso, si rifiuta di lasciarli continuare per la loro strada. Chiede le autorizzazioni ufficiali necessarie per il viaggio, ma senza queste, ritiene impossibile far partire il treno. I soldati si ritrovano bloccati in questa piccola città in attesa di poter portare a termine la loro missione.
Le ore passano e la situazione non cambia. Il capostazione rimane al suo posto. I giornali ufficiali sono in giro. Il sindaco del paese coglie l'occasione per organizzare una festa in onore dei soldati, sperando di attirare l'attenzione della stampa sul suo paese e attirare potenziali investitori.